# Мосальский, Василий Михайлович Рубец
Князь Василий Михайлович Мосальский по прозванию Рубец (ум. 1611) — рында, голова, воевода, наместник, дворецкий и боярин во времена правления Ивана Грозного, Фёдора Ивановича, Бориса Годунова и деятель Смутного времени.
Сын князя Михаила Александровича Рубца Мосальского.

## Биография

### Служба Ивану Грозному
В 1577—1580 годах посол в Крымском ханстве.
В 1582 году послан в Смоленск с деньгами и соболями для выкупа пленных у поляков.
В 1583 году вновь отправлен в Крым послом.

### Служба Фёдору Ивановичу
В 1589—90 годах в чине стряпчий с платьем, участвовал в государевом немецком походе к Нарве.
В 1591 году рында при представлении Государю польский послов.

### Служба Борису Годунову
В 1598—1599 годах письменный голова в Чернигове.
В 1600 году служил письменным головою в Тобольске у Фёдора Шереметева.
В 1601 году по царскому указу послан на речку Тазу город строить, который назвали Мангазея и в следующем 1602 годы был там первым воеводою. В Сибирском приказе сохранилась запись: «А по государеву указу велено послать из голов князя Василия Масальского да Савлука Пушкина в Мангазею на перемену князю Мирону Шаховскому да Данилу Хрипунову».

У Татищева в Истории Российской краткая запись: 
7107 (1598), Сентября 1 короновался царь Борис Фёдорович от патриарха, Мстиславский корону нёс и золотом осыпал. В Сибири построен город Мангазея от князя Василия Масальского-Рубца 1599 году.
В 1603 году ехал вместо окольничего перед Государём для установления станов, во время его богомольной поездки в Троице-Сергиев монастырь.

### Служба в Смутное время
Не позднее августа 1603 году послан воеводою в Путивль. Находясь в должности второго воеводы в Путивле, в начале осени (или в ноябре) 1604 года сдал город Лжедмитрию I, пленив первого воеводу Салтыкова и обезоружив 200 московских стрельцов, отправив их самозванцу. Спасает его в битве при Добрыничах, а обстоятельства таковы: напав на войска Бориса Годунова, потерпевшее перед тем неудачу, самозванец в свою очередь потерпел от них поражение, уходя от преследования его конницы, Лжедмитрий чуть не попал в руки немцев, бывших наёмниками в царских войсках — под ним была убита лошадь, но сопровождавший его князь Мосальский соскочил со своего коня, посадил на него самозванца, а сам сел на лошадь слуги (21 января 1604). Борис Годунов получив сеунч о победе под Добрыничами выслал войскам 80 000 рублей, для раздачи в виде награды, но Мосальский приняв решение изменить Годунову, привёз вверенную казну Лжедмитрию I. В благодарность последний пожаловал ему титул дворецкого и боярина и сделал одним из наиболее приближённых лиц.
В мае 1605 года участвовал в походе из Путивля к Кромам и Туле, а затем месте с Василием Голицыным послан в Москву для того, чтобы подготовить её к принятию самозванца, ссылке московского патриарха Иова и ликвидировать Годуновых. Прибыв в Москву начали с патриарха Иова, найдя его на литургии в Успенском соборе, прервали священнодействие, сорвали с него одежду и одев в чёрное платье в простой телеге отправили в заточение в Старицкий-Богородицкий монастырь, разослали по тюрьмам и ссылкам родню Годуновых. При прямом участии Мосальского были зверски убиты вдовствующая царица и её сын Фёдор, а царевну Ксению Годунову Мосальский-Рубец заключил в своём доме до прибытия Лжедмитрия. Ездил к инокине Марфе (Марии Нагой) в Выксинский монастырь, чтобы уговорить её признать в самозванце своего сына.
Ему поручалось вторым управлять столицей, определён десятым советником в Большом совете, назван Государевым маршалом, правителем Сиверским, воеводой Нижегородским и назначен первым послом к польскому королю, а по возвращении именован Великим губернатором Сиверской земли, наместником Новгородским.
В апреле 1606 года послан вторым в Смоленск встречать и принимать Ежи и Марины Мнишек, сопровождения их в Москву, обеспечения всем необходимым в пути. В мае этого же года участвовал на свадьбе Лжедмитрия I и Марины Мнишек «сидел первым за яствами». Впоследствии играл заметную роль на свадьбе и пиршествах, но был отставлен от чина дворецкого. 12 мая князь Василий Михайлович был участником приёма у царицы Марии Нагой.
В ночь с 16 на 17 мая 1606 года, после свержения Лжедмитрия I и воцарения 01 июня боярина Василия Ивановича Шуйского — князь Василий Михайлович Рубец Мосальский не был казнён за измену, а сослан первым воеводой в приграничную крепость Корелу. Вероятно, из собственных выгод, он вторично изменил Лжедмитрию, открыв планы самозванца Шуйскому: преобразовать церковь в России, отменить греческую веру и ввести латинскую, заключить вечный мир с поляками и разорвать таковой со шведами, тем самым ускорив гибель Лжедмитрия.
В 1608 году вернулся в Москву и сразу же присоединился в Тушино к Лжедмитрию II, а после его бегства в Калугу явился под Смоленск к польскому королю Сигизмунду с челобитьем о воцарении на московском троне Владислава, а затем и самого короля Сигизмунда. После занятия Москвы поляками был награждён землями и восстановлен в звании дворецкого, стал одним из ближайших советников московского коменданта Александра Гонсевского. По челобитью боярина и дворецкого князя Василия Михайловича Рубца Мосальского с братией и племянниками, расписался десятым на грамоте королю Сигизмунду III с просьбой утвердить за ними их прежнюю вотчину — город Мосальск с волостями, на что получают подтвердительную грамоту (5 декабря 1610).
В ноябре 1610 года князь Василий Михайлович, наряду с бояриным И. С. Куракиным, крутицким митрополитом Пафнутием сидел в приказе Сыскных дел, в комиссии созданной ради поисков казны, предположительно скрытой царём Василием Шуйским. С 03 ноября 1610 года по 01 января 1611 года вновь был большим дворецким.
В начале марта 1611 года от имени Боярской думы выехал под Смоленск. По допущению Томаша Бохуна (вероятно в начале марта 1611 года до 09 марта этого же месяца) близ Вязьмы «при не выясненых обстоятельствах» князь был убит партизанами или казаками.
Умер в 1611 году, получив от современников эпитет «Окаянный».
В 1612 году по его смерти сделан вклад в Троице-Сергиев монастырь.

## Критика
М. Г. Спиридов показывает князя Василия Михайловича Рубца единственным сыном и бездетным.
В поколенной росписи поданной в 1682 году в Палату родословных дел у отца, князя Михаила Александровича показаны дети: «Данило да Семён — бездетен, да князь Фёдор, да князь Михайло Рубец». «А у князя Михайло Рубца сын князь Василий».